# Championnat panaméricain féminin de handball 2007
Navigation
Brésil 2005 Chili 2009
Le 9e Championnat panaméricain féminin de handball s'est déroulé à Saint-Domingue, en République dominicaine, du 31 mai au 4 juin 2007.
La compétition est remportée pour la sixième fois par le Brésil, vainqueur en finale de l'Argentine.
Grâce à la septième place du Brésil au Championnat du monde 2005, quatre équipes américaines sont qualifiées pour le Championnat du monde 2007. Ainsi, les deux finalistes sont qualifiés en compagnie de la République dominicaine, troisième, et du Paraguay, quatrième.

## Tour préliminaire

### Groupe A
|   | Équipe           | Pts | J | G | N | P | Bp | Bc | Diff |
| - | ---------------- | --- | - | - | - | - | -- | -- | ---- |
| 1 | Argentine        | 4   | 3 | 2 | 0 | 1 | 65 | 57 | 8    |
| 2 | Rép. dominicaine | 4   | 3 | 2 | 0 | 1 | 75 | 71 | 4    |
| 3 | Uruguay          | 3   | 3 | 1 | 1 | 1 | 69 | 66 | 3    |
| 4 | Mexique          | 1   | 3 | 0 | 1 | 2 | 55 | 70 | -15  |

| 31 mai 16h00 | Argentine | 20 – 12 | Mexique | Saint-Domingue |
| 31 mai 16h00 | (10–7)    |         |         | Saint-Domingue |

| 31 mai 20h00 | Rép. dominicaine | 25 – 24 | Uruguay | Saint-Domingue |
| 31 mai 20h00 | (13–11)          |         |         | Saint-Domingue |

| 1 juin 16h00 | Uruguay | 24 – 24 | Mexique | Saint-Domingue |
| 1 juin 16h00 | (11–11) |         |         | Saint-Domingue |

| 1 juin 20h00 | Argentine | 28 – 24 | Rép. dominicaine | Saint-Domingue |
| 1 juin 20h00 | (11–13)   |         |                  | Saint-Domingue |

| 2 juin 16h00 | Uruguay | 21 – 17 | Argentine | Saint-Domingue |
| 2 juin 16h00 | (11–10) |         |           | Saint-Domingue |

| 2 juin 20h00 | Rép. dominicaine | 26 – 19 | Mexique | Saint-Domingue |
| 2 juin 20h00 | (10–8)           |         |         | Saint-Domingue |

### Groupe B
|   | Équipe     | Pts | J | G | N | P | Bp  | Bc | Diff |
| - | ---------- | --- | - | - | - | - | --- | -- | ---- |
| 1 | Brésil     | 6   | 3 | 3 | 0 | 0 | 124 | 40 | 84   |
| 2 | Paraguay   | 3   | 3 | 1 | 1 | 1 | 58  | 88 | -30  |
| 3 | Canada     | 2   | 3 | 1 | 0 | 2 | 66  | 89 | -23  |
| 4 | États-Unis | 1   | 3 | 0 | 1 | 2 | 63  | 94 | -31  |

| 31 mai 14h00 | Canada  | 31 – 29 | États-Unis | Saint-Domingue |
| 31 mai 14h00 | (15–13) |         |            | Saint-Domingue |

| 31 mai 18h00 | Brésil | 47 – 12 | Paraguay | Saint-Domingue |
| 31 mai 18h00 | (24–5) |         |          | Saint-Domingue |

| 1 juin 14h00 | Paraguay | 23 – 18 | Canada | Saint-Domingue |
| 1 juin 14h00 | (8–8)    |         |        | Saint-Domingue |

| 1 juin 18h00 | Brésil | 40 – 11 | États-Unis | Saint-Domingue |
| 1 juin 18h00 | (21–8) |         |            | Saint-Domingue |

| 2 juin 14h00 | Paraguay | 23 – 23 | États-Unis | Saint-Domingue |
| 2 juin 14h00 | (13–10)  |         |            | Saint-Domingue |

| 2 juin 18h00 | Brésil  | 37 – 17 | Canada | Saint-Domingue |
| 2 juin 18h00 | (18–10) |         |        | Saint-Domingue |

## Phase finale
|  | Demi-finales     | Demi-finales |                        |    | Finale | Finale |
|  | Demi-finales     | Demi-finales |                        |    | Finale | Finale |
|  |                  |              |                        |    |        |        |
|  | 3 juin           | 3 juin       |                        |    | 4 juin | 4 juin |
|  | 3 juin           | 3 juin       |                        |    | 4 juin | 4 juin |
|  | Brésil           | 35           |                        |    | 4 juin | 4 juin |
|  | Brésil           | 35           |                        |    | 4 juin | 4 juin |
|  | Rép. dominicaine | 8            |                        |    | 4 juin | 4 juin |
|  | Rép. dominicaine | 8            | Brésil                 | 29 |        |        |
|  | 3 juin           |              | Brésil                 | 29 |        |        |
|  |                  | Argentine    | 12                     |    |        |        |
|  | Paraguay         | Argentine    | 12                     | 19 |        |        |
|  | Paraguay         |              |                        | 19 |        |        |
|  | Argentine        | 26           |                        |    |        |        |
|  | Argentine        | 26           | Match pour la 3e place |    |        |        |
|  |                  |              |                        |    |        |        |
|  | 4 juin           |              |                        |    |        |        |
|  |                  |              |                        |    |        |        |
|  | Rép. dominicaine | 25           |                        |    |        |        |
|  | Rép. dominicaine | 25           |                        |    |        |        |
|  | Paraguay         | 24           |                        |    |        |        |
|  | Paraguay         | 24           |                        |    |        |        |

### Demi-finales
| 3 juin 18h00 | Brésil | 35 – 8 | Rép. dominicaine | Saint-Domingue |
| 3 juin 18h00 | (17–4) |        |                  | Saint-Domingue |

| 3 juin 20h00 | Argentine | 26 – 19 | Paraguay | Saint-Domingue |
| 3 juin 20h00 | (18–9)    |         |          | Saint-Domingue |

### Match pour la3eplace
| 4 juin 17h00 | Rép. dominicaine | 25 – 24 | Paraguay | Saint-Domingue |
| 4 juin 17h00 | (10–8)           |         |          | Saint-Domingue |

### Finale
| 4 juin 19h00 | Brésil | 29 – 12 | Argentine | Saint-Domingue |
| 4 juin 19h00 | (12–6) |         |           | Saint-Domingue |

Les buteuses pour le Brésil sont : Fabiana[Laquelle ?] (2), Mayara Moura (2), Milene Figueiredo (1), Aline « Pará » Rosas (4), Viviane Jacques (7), Juceli Rosa (3), Adriana do Nascimento (3), Idalina Mesquita (4) et Eduarda Amorim (3).

## Matchs de classement
|  | Demi-finales de classement | Demi-finales de classement |                        |    | Match pour la 5e place | Match pour la 5e place |
|  | Demi-finales de classement | Demi-finales de classement |                        |    | Match pour la 5e place | Match pour la 5e place |
|  |                            |                            |                        |    |                        |                        |
|  | 3 juin                     | 3 juin                     |                        |    | 4 juin                 | 4 juin                 |
|  | 3 juin                     | 3 juin                     |                        |    | 4 juin                 | 4 juin                 |
|  | Uruguay                    | 21                         |                        |    | 4 juin                 | 4 juin                 |
|  | Uruguay                    | 21                         |                        |    | 4 juin                 | 4 juin                 |
|  | États-Unis                 | 16                         |                        |    | 4 juin                 | 4 juin                 |
|  | États-Unis                 | 16                         | États-Unis             | 26 |                        |                        |
|  | 3 juin                     |                            | États-Unis             | 26 |                        |                        |
|  |                            | Mexique                    | 23                     |    |                        |                        |
|  | Canada                     | Mexique                    | 23                     | 27 |                        |                        |
|  | Canada                     |                            |                        | 27 |                        |                        |
|  | Mexique                    | 22                         |                        |    |                        |                        |
|  | Mexique                    | 22                         | Match pour la 7e place |    |                        |                        |
|  |                            |                            |                        |    |                        |                        |
|  | 4 juin                     |                            |                        |    |                        |                        |
|  |                            |                            |                        |    |                        |                        |
|  | ' Uruguay                  | 24                         |                        |    |                        |                        |
|  | ' Uruguay                  | 24                         |                        |    |                        |                        |
|  | Canada                     | 12                         |                        |    |                        |                        |
|  | Canada                     | 12                         |                        |    |                        |                        |

### Demi-finales de classement
| 3 juin 14h00 | Uruguay | 21 – 16 | États-Unis | Saint-Domingue |

| 3 juin 16h00 | Canada | 27 – 22 | Mexique | Saint-Domingue |

### Match pour la7eplace
| 4 juin 13h00 | États-Unis | 29 – 23 | Mexique | Saint-Domingue |

### Match pour la5eplace
| 4 juin 15h00 | Uruguay | 24 – 12 | Canada | Saint-Domingue |

## Classement final
| Rang                         | Équipe           |
| ---------------------------- | ---------------- |
| Médaille d'or, Amérique      | Brésil           |
| Médaille d'argent, Amérique  | Argentine        |
| Médaille de bronze, Amérique | Rép. dominicaine |
| 4                            | Paraguay         |
| 5                            | Uruguay          |
| 6                            | Canada           |
| 7                            | États-Unis       |
| 8                            | Mexique          |

## Effectifs
L'effectif du Brésil, champion, est, :
| - Gardiennes de but - Chana Masson de Souza (HC Leipzig) - Darly Zoqbi de Paula (Le Havre AC) - Ailières - Alexandra do Nascimento (Hypo Niederösterreich) - Aline "Pará" Rosas (en) (Jundiaí HC) - Idalina Mesquita (en) (HC Leipzig) - Viviane Jacques (en) (Poliesportivo Goya-Almeria) - Pivots - Daniela Piedade (Hypo Niederösterreich) - Juceli Rosa (ADC Metodista São Bernardo) - Fabiana Diniz (Club León Balonmano) | - Arrières - Adriana do Nascimento (Cornexei Alcoa) - Aline da Conceição da Silva (en) (BM Roquetas) - Aline Silva dos Santos (Le Havre AC) - Eduarda Amorim (Kometal GP Skopje) - Fabiana Kuestner (en) (Blumenau) - Mayara Moura (Blumenau) - Demi-centres - Deonise Fachinello (Club León Balonmano) - Milene Figueiredo (en) (BM Roquetas). - Entraineur - Digenal Cerqueira |